# 伊豆半島東方沖地震
伊豆半島東方沖地震（いずはんとうとうほうおきじしん）とは、2006年（平成18年）4月21日午前2時50分に、伊豆半島東方沖（静岡県伊東市富戸沖）を震源として発生したマグニチュード5.8 の地震。
この地震に伴い気象庁が発表する緊急地震速報において、予測震度を最大震度7と、実際に観測された震度を大きく上回る震度で発表された。

## 概要

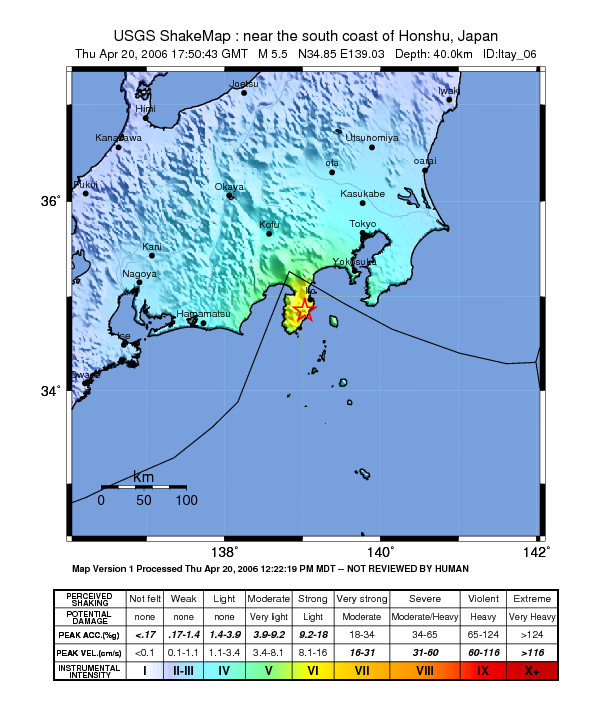
USGSによる震源の位置

2006年1月頃からM1.0前後の微弱な地震活動が観測されていたが、同4月17日頃から顕著な有感地震が発生するようになり、4月21日に最大規模の本地震が発生。4月30日には M4.5、5月2日に M5.1 等の地震も発生している。この地震の震源断層は、南北に約4km×幅約6kmで、東側に75度傾斜する左横ずれ断層であり、平均すべり量は約0.7mと分析されている。

### 震源・日時
発生日時、震央位置、深さ、規模は以下の通り:
- 日時：2006年（平成18年）4月21日（金） 2時50分39秒 (JST)
- 北緯：北緯34度56.4分
- 東経：東経139度11.7分
- 深さ：7km
- 地震の規模：M5.8（5.4から修正、速報は5.6） Mw5.5

### 被害
- 静岡県 伊東市（震度4）[1]
  - 富戸で水道管の破裂3ヶ所、ブロック塀の崩落[1]。
  - がけ崩れ数箇所。
  - 軽傷者1人。
- 静岡県 伊豆市（震度4）
  - スーパーなどで商品落下被害。
  - 市内各地で建物や道路のひび割れ・陥没数ヵ所。
- 静岡県 伊豆の国市（震度4）
  - 田京にある武道館の天井が崩落。
- 神奈川県 湯河原町（震度3）
  - 軽傷者1人。
- 神奈川県 横浜市港北区（震度3）
  - 日産スタジアムで被害多数。
- 神奈川県 大和市（震度2）
  - 軽傷者1人。
- その他
  - 震源地の海底で地滑りが起き、高さ10mの泥流発生。極小の津波が起きた可能性がある。
  - 地殻変動、半島が南西に最大5cmずれる。
- 人的被害
  - 軽傷者は3人。重傷者・死者はなし。

### 海底地滑り
本震の約5分後に海洋研究開発機構（JAMSTEC）の初島沖深海底総合観測ステーションで乱泥流が観測されたが、この乱泥流の原因は海底地滑りと考えられている。

## 各地の震度
| 震度 | 都道府県 | 観測点名 |
| ---- | -------- | --- |
| 4    | 東京都   | 伊豆大島町元町・利島村 |
| 4    | 神奈川県 | 小田原市荻窪・真鶴町真鶴 |
| 4    | 静岡県   | 熱海市網代・熱海市泉・伊東市大原・伊豆市小立野・伊豆市市山・伊豆市八幡・下田市東本郷・東伊豆町奈良本・東伊豆町稲取・河津町田中・伊豆の国市長岡・伊豆の国市四日町 |

## 強震動（gal）
100gal以上を観測した地点の加速度を示す。
（各自治体につき1箇所ずつ記載）
- 4月21日 M5.8の地震
  - 伊東 333.71
  - 熱海 221.38
  - 修善寺 148.63
  - 東伊豆 155.66

- 5月2日 M5.1の地震
  - 伊東 227.07
  - 修善寺 285.13
  - 熱海 129.87
  - 大島町岡田 107.03

### 気象庁以外の震度
東京大学地震研究所が伊東市立富戸小学校に設置している地震計が、計測震度5.7（＝震度6弱相当）を観測していた。さらに、防災科学技術研究所が伊豆市修善寺町に設置している地震計も、計測震度4.6（＝震度5弱相当）を示していた。東伊豆町は揺れ方や地盤の軟弱さから、震度5弱相当の揺れであった可能性があるとされた。

## 緊急地震速報
緊急地震速報の第1報から第7報までは、実際と同じ「伊豆半島東方沖」を震源地として推定M5.7～M6.0、最大震度を5弱～5強とする情報で推移していたが、第8報から突如震源地を「静岡県東部」、推定M6.2、最大震度7の情報を発表した。
その後の調査により、本地震の直前に小規模地震が多発していた為に震源の正しい特定ができなかったことや、一部プログラムにミスがあったことが原因であったと発表された。

### 余震
4月30日13時10分頃発生、M4.5（最大震度5弱：熱海市網代港付近）
- 最大震度5弱を観測した熱海市網代以外の同市内の観測点では震度2以下の地点がほとんどであり、その他東伊豆町、伊豆の国市、真鶴町で震度3を観測したのみであったが、これは震源が主な群発地震の震源域からやや離れた熱海市のすぐ沿岸であったために、局地的に強震になったとされている[4]。
- 顕著な被害の情報はなかったが、エレベーターの停止、荷物落下などの被害が出た。

5月2日18時24分頃発生、M5.1（最大震度4：伊豆市、熱海市、伊豆の国市、横浜市、厚木市、真鶴町）
- ゴールデンウィークの下りピーク時だったため、鉄道・高速道路などがマヒし大混雑が発生した[12]。
- その他、エレベーター停止・ライフライン障害・荷物落下等の被害が発生。
- この地震の震源は群発域から東に10kmの場所で、横浜市でもやや強い揺れ（震度4）を観測した。
- この地震発生の2分後にM4.3（最大震度2）の地震が発生したが地震情報はすぐには発表されず、発生から5日後に明らかになった。

## 群発地震活動
期間：2006年（平成18年）4月17日～5月12日
- 4月17日頃、活動が活発になる[13]。有感地震はないが、体に感じる微弱震動が何度も続いた[13]。
- 4月18日0時すぎから有感地震が相次いで観測。微弱震動が、多いときは1分に3回ほど記録された。
- 4月21日02時50分に、伊東市富戸で震度6弱を記録する地震（M5.8）が発生[1]。震度3が4回など、大きな余震が相次ぐ[14]。
- 4月30日13時10分に、熱海市網代で震度5弱を記録する地震（M4.5）が発生[4]。
- 5月2日18時24分に、横浜市から伊豆市にかけての広範囲で震度4を記録する地震（M5.1）が発生[5]。
- 5月12日気象庁が終息発表。

有感地震は49回、無感地震は3009回に及び、震度1以下の微弱震動は200回を大きく越えた。
| 日付    | 震度1 | 震度2 | 震度3 | 震度4 | 震度5弱 | 合計 |
| ------- | ----- | ----- | ----- | ----- | ------- | ---- |
| 4月18日 | 11    | 0     | 0     | 0     | 0       | 11   |
| 19日    | 0     | 0     | 0     | 0     | 0       | 0    |
| 20日    | 4     | 1     | 0     | 0     | 0       | 5    |
| 21日    | 5     | 4     | 3     | 0     | 0       | 12   |
| 22日    | 3     | 1     | 2     | 0     | 0       | 6    |
| 23日    | 2     | 0     | 0     | 0     | 0       | 2    |
| 24日    | 1     | 0     | 0     | 0     | 0       | 1    |
| 25日    | 2     | 0     | 0     | 0     | 0       | 2    |
| 26日    | 1     | 0     | 0     | 0     | 0       | 1    |
| 27日    | 0     | 0     | 0     | 0     | 0       | 0    |
| 28日    | 0     | 0     | 0     | 0     | 0       | 0    |
| 29日    | 0     | 0     | 0     | 0     | 0       | 0    |
| 30日    | 2     | 0     | 0     | 0     | 1       | 3    |
| 5月1日  | 0     | 0     | 0     | 0     | 0       | 0    |
| 2日     | 0     | 1     | 0     | 1     | 0       | 2    |
| 3日     | 0     | 0     | 0     | 0     | 0       | 0    |
| 4日     | 1     | 0     | 0     | 0     | 0       | 1    |
| 5日     | 0     | 0     | 0     | 0     | 0       | 0    |
| 6日     | 0     | 0     | 0     | 0     | 0       | 0    |
| 7日     | 1     | 0     | 0     | 0     | 0       | 1    |
| 8日     | 0     | 0     | 0     | 0     | 0       | 0    |
| 9日     | 0     | 0     | 0     | 0     | 0       | 0    |
| 10日    | 0     | 0     | 0     | 0     | 0       | 0    |
| 11日    | 0     | 0     | 0     | 0     | 0       | 0    |
| 12日    | 1     | 0     | 0     | 0     | 0       | 1    |
| 合計    | 34    | 8     | 4     | 1     | 1       | 49   |

### 終息後
一連の地震活動の終息後も震度1程度の地震が稀に発生していた。ここでは、終息半年後～2年間の伊豆半島付近を震源とした主な地震について掲載する。
- 2006年（平成18年）11月12日　23時46分、伊豆半島東方沖の深さ9kmを震源とするM3.4の地震発生。
  - 神奈川県真鶴町で最大震度3と速報されたが、翌日に震度1に訂正された。
- 震度1
  - 神奈川県真鶴町、静岡県熱海市、東伊豆町、河津町、伊豆市

- 2006年（平成18年）11月24日　03時35分、伊豆半島東方沖の深さ7kmを震源とするM4.3の地震発生[16]。
  - 静岡県伊豆地方で最大震度3を観測。
- 震度3
  - 静岡県熱海市、東伊豆町、伊豆市、伊豆の国市

- 2007年（平成19年）1月16日　03時18分、静岡県伊豆地方の深さ180kmを震源とするM5.8の地震発生[17][18]。
- 震度3
  - 茨城県水戸市、笠間市、常陸大宮市、栃木県宇都宮市、茂木町、高根沢町、千葉県市原市、木更津市、君津市、富津市、東京都千代田区、神奈川県厚木市、横浜市神奈川区、西区、中区、南区

- 2007年（平成19年）11月19日　11時58分、伊豆半島東方沖の深さ6kmを震源とするM3.9の地震発生。
  - 静岡県で最大震度3を観測。
- 震度3
  - 静岡県東伊豆町

## 地震観測体勢
陸上には気象庁や防災技術研究所の地震観測施設が設置されている。また、東京大学地震研究所は1993年から伊豆半島東方の海底にケーブル式の海底地震計を設置し地殻活動を常時監視している。